# كهف فانغارد
كهف فانغارد (بالإنجليزية: Vanguard Cave)‏ هو كهف يقع ضمن أقاليم ما وراء البحار البريطانية في منطقة جبل طارق التابعة للتاج البريطاني.